# Charmosyna
Genre
Charmosyna est un genre de Lori de la famille des Psittaculidae qui comprend trois espèces vivantes.

## Liste des espèces
D'après la classification de référence (version 13.2, 2023) du Congrès ornithologique international (ordre phylogénique) :
- Charmosyna josefinae – Lori de Josephine
- Charmosyna papou – Lori papou
- Charmosyna stellae – Lori de Stella